# Unterstützungsstreife für erschwerte Einsatzlagen
Die Unterstützungsstreife für erschwerte Einsatzlagen (Abk.: USE) sind spezialisierte Kräfte der Bereitschaftspolizei der Polizei Hamburg. Sie wurde im Oktober 2020 aufgestellt und soll nach dem Vorbild der Wiener Sondereinheit WEGA der österreichischen Bundespolizei ins Leben gerufen worden sein.

## Konzept der USE
Im Gegensatz zu anderen Einheiten sind die Beamten der USE nicht in den Polizeiinspektionen in Bereitschaft, sondern fahren Streifendienste in unterschiedlichen Bereichen des Stadtgebietes, um im Einsatzfall schnell am Einsatzort sein zu können. Dieses Konzept wird von der WEGA in Wien schon länger angewandt und daher konnte der Terroranschlag in Wien 2020 bereits nach neun Minuten beendet werden. Ein ähnliches Konzept wird auch von den ARV (Armed Response Vehicles) der Spezialeinheit SCO19 der Londoner Metropolitan Police erfolgreich verfolgt. In Hamburg fahren zwei Busse mit je vier Beamten Streife. Die USE schließt somit die zeitliche Lücke zwischen Streifenpolizisten und dem Einsatz des Spezialeinsatzkommando (SEK). Zusätzlich werden sie zu Einsätzen gerufen, die einen erhöhten Gefährdungsgrad aufweisen, jedoch kein SEK benötigt wird. Organisatorisch ist die USE ein Teil der Landesbereitschaftspolizei.

## Ausrüstung
Die Ausrüstung der USE entspricht jener der Beweissicherungs- und Festnahmeeinheiten (BFE Hamburg), wobei die Beamten der USE als spezialisierte Kräfte die Lücke zwischen den Spezialeinsatzkommandos und den normalen Streifenbeamten schließen soll.

## Einsätze

### Amoktat in Hamburg 2023
Bei der Amoktat in Hamburg-Alsterdorf 2023 war eine Streife der USE auf dem Rückweg zu ihrer Unterkunft am Polizeipräsidium in Alsterdorf in der Nähe des Tatorts und traf kurz nach den normalen Streifenbeamten ein.